# Oonopoides bolivari
Oonopoides bolivari är en spindelart som beskrevs av Margareta Dumitrescu och C.Constantin Georgescu 1987. Oonopoides bolivari ingår i släktet Oonopoides och familjen dansspindlar.
Artens utbredningsområde är Venezuela. Inga underarter finns listade i Catalogue of Life.